# Felton Head
Das Felton Head ist eine aufragende und dunkelbraune Landspitze mit abgeflachter Gipfelkrone an der Kronprinz-Olav-Küste im ostantarktischen Enderbyland. Mit ihrer unvereisten seewärtigen Flanke liegt sie 7 km östlich von Harrop Island am Ufer der Casey Bay.
Luftaufnahmen, die 1956 im Rahmen der Australian National Antarctic Research Expeditions entstanden, dienten der Kartierung der Landspitze. Das Antarctic Names Committee of Australia benannte sie nach Sergeant Kevin Vincent Felton (1929–1984) von der Royal Australian Air Force, der 1960 als Maschinenschlosser auf der Mawson-Station tätig war.